# 커트 헤니그

1994년 레슬매니아10때 렉스 루거와 요코주나의 경기에 특별심판으로 출현한 커트 헤니그

커티스 마이클 "커트" 헤니그(Curtis Michael "Curt" Hennig , 1958년 3월 28일 ~ 2003년 2월 10일)은 미국의 프로레슬링선수다. 미네소타주에서 태어났다. 1980년도에 프로레슬링에 입문했고 2003년 2월 10일 호텔에서 갑작스러운 심장 마비로 세상을 떠나게 되었다. 사인은 코카인의 과다섭취로 인한 쇼크성 심장마비로 추정된다고 한다. 아버지 래리 헤니그와 아들 죠 헤니그도 모두 레슬러이다.

## 신체 사항
키 191cm
몸무게 103kg

## 수상
- AWA 월드 헤비웨이트 챔피언 1회
- AWA 월드 태그팀 챔피언 1회 - 스캇 홀
- FOW 헤비웨이트 챔피언 1회
- i-Generation 월드 헤비웨이트 챔피언 2회
- MECW 헤비웨이트 챔피언 1회
- NWA 퍼시픽 노쓰웨스트 헤비웨이트 챔피언 1회
- NWA 퍼시픽 노쓰웨스트 태그팀 챔피언 3회 - 레리 헤니그 (1회) , 버디 로즈 (1회) , 팻 멕기 (1회)
- WCW 유나이티드 스테이츠 헤비웨이트 챔피언 1회
- WCW 월드 태그팀 챔피언 1회 - 베리 윈덤
- WWC 유니버설 헤비웨이트 챔피언
- WWE 인터콘티넨탈 챔피언 2회
- WWE 명예의 전당 헌액자 (2007년)